# Tomáš Kopřiva
Tomáš Kopřiva (* 30. Oktober 1986) ist ein tschechischer Badmintonspieler. 

## Karriere
Tomáš Kopřiva  gewann 2004 den tschechischen Juniorentitel im Herrendoppel. 2008 wurde er tschechischer Mannschaftsmeister mit dem Team von TJ Sokol Dobruška. 2009 siegte er bei den Slovak International. Bei der Badminton-Weltmeisterschaft 2010 reichte es dagegen nur zu Rang 33.

## Sportliche Erfolge
| Saison | Veranstaltung                                   | Disziplin    | Platz | Name                           |
| ------ | ----------------------------------------------- | ------------ | ----- | ------------------------------ |
| 2004   | Tschechische Einzelmeisterschaften der Junioren | Herrendoppel | 1     | Tomáš Kopřiva / Ondřej Kopřiva |
| 2008   | Tschechische Mannschaftsmeisterschaft           | Team         | 1     | TJ Sokol Dobruška              |
| 2009   | Slovak International                            | Herrendoppel | 1     | Ondřej Kopřiva / Tomáš Kopřiva |
| 2010   | Weltmeisterschaft 2010                          | Herrendoppel | 33    | Ondřej Kopřiva / Tomáš Kopřiva |